# Liste des Z 20500
Cette page est une annexe de l'article « Z 20500 ».

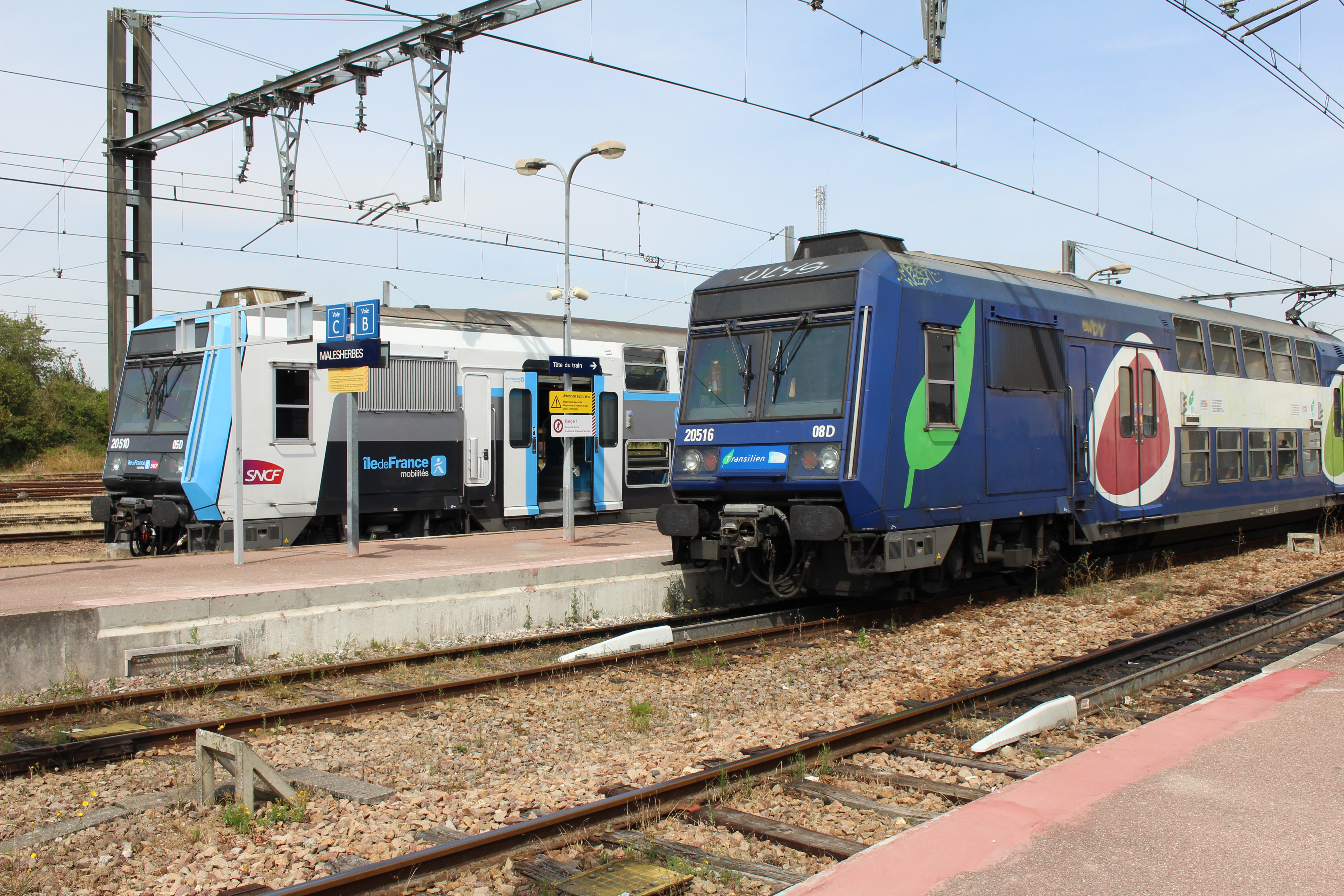
Deux rames en gare de Malesherbes : livrée Île-de-France Mobilités à gauche et Transilien à droite.

Cette liste recense les éléments du parc de Z 20500, matériel roulant de la Société nationale des chemins de fer français (SNCF) circulant sur le réseau Transilien.
Ces automotrices constituent la deuxième série la plus représentée dans la région Île-de-France en 2022, après les Z 50000. Les Z 20500 sont au nombre de 200 éléments gérés par cinq dépôts et circulant sur l'ensemble des réseaux.

## État du matériel
Le nombre de rames Z 20500 construites est de 194, numérotées de 01 à 194, auxquelles s'ajoutent six rames ex-Z 92050, numérotées de 195 à 200. Elles sont en service sur les lignes :
- C du RER d'Île-de-France ;
- D du RER d'Île-de-France ;
- P du Transilien ;
- V du Transilien.

Elles sont gérées par trois Supervisions techniques de flotte (STF) :
- « STF Transilien ligne C » (SLC) ;
- « STF Transilien lignes D et R » (SLD) ;
- « STF IDF lignes E, P et T4 » (SPE).

| Rames | Motrices    | Mise en service ou transformation | Radiation | Livrée                  | Nombre de caisses | Dépôts | Équipements intérieurs             | Baptême (date)                | Activité                                         | Particularité |
| ----- | ----------- | --------------------------------- | --------- | ----------------------- | ----------------- | ------ | ---------------------------------- | ----------------------------- | ------------------------------------------------ | --- |
| 01 A  | Z 20501/02  | 20 octobre 1988                   | /         | Île-de-France Mobilités | 4                 | SLC    | SIVE version 2 - vidéosurveillance | /                             | (RER) · (C) · Transilien · Ligne V du Transilien | Rénovation Waouh Light |
| 02 A  | Z 20503/04  | 2 décembre 1988                   | /         | Île-de-France Mobilités | 4                 | SLC    | SIVE version 2 - vidéosurveillance | /                             | (RER) · (C) · Transilien · Ligne V du Transilien | Rénovation Waouh Light |
| 03 A  | Z 20505/06  | 20 septembre 1988                 | /         | Île-de-France Mobilités | 4                 | SLC    | SIVE version 2 - vidéosurveillance | /                             | (RER) · (C) · Transilien · Ligne V du Transilien | Rénovation Waouh Light |
| 04 D  | Z 20507/08  | 20 septembre 1988                 | /         | Transilien              | 5**               | SLD    | SIVE - vidéosurveillance           | /                             | (RER) · (D)                                      | |
| 05 D  | Z 20509/10  | 23 décembre 1988                  | /         | Île-de-France Mobilités | 5                 | SLC    | SIVE version 2 - vidéosurveillance | /                             | (RER) · (D)                                      | Première rame portant la livrée Île-de-France Mobilités.                                                                                             |
| 06 A  | Z 20511/12  | 30 septembre 1988                 | /         | Île-de-France Mobilités | 4                 | SLC    | SIVE version 2 - vidéosurveillance | /                             | (RER) · (C) · Transilien · Ligne V du Transilien | Rénovation Waouh Light |
| 07 A  | Z 20513/14  | 7 novembre 1988                   | /         | Île-de-France Mobilités | 4                 | SLC    | SIVE version 2 - vidéosurveillance | Villiers-le-Bel               | (RER) · (C) · Transilien · Ligne V du Transilien | Rénovation Waouh Light |
| 08 D  | Z 20515/16  | 24 janvier 1989                   | /         | Île-de-France Mobilités | 5                 | SLD    | SIVE version 2 - vidéosurveillance | /                             | (RER) · (D)                                      | |
| 09 D  | Z 20517/18  | 21 décembre 1988                  | /         | Transilien              | 5                 | SLD    | SIVE - vidéosurveillance           | /                             | (RER) · (D)                                      | |
| 10 D  | Z 20519/20  | 20 février 1989                   | /         | Île-de-France Mobilités | 5                 | SLD    | SIVE version 2 - vidéosurveillance | /                             | (RER) · (D)                                      | |
| 11 D  | Z 20521/22  | 28 mars 1989                      | /         | Transilien              | 5*                | SLD    | SIVE - vidéosurveillance           | /                             | (RER) · (D)                                      | |
| 12 D  | Z 20523/24  | 23 décembre 1988                  | /         | Île-de-France Mobilités | 5*                | SLD    | SIVE - vidéosurveillance           | /                             | (RER) · (D)                                      | |
| 13 A  | Z 20525/26  | 4 janvier 1989                    | /         | Île-de-France Mobilités | 4                 | SLC    | SIVE version 2 - vidéosurveillance | /                             | (RER) · (C) · Transilien · Ligne V du Transilien | Rénovation Waouh Light |
| 14 A  | Z 20527/28  | 18 avril 1989                     | /         | Île-de-France Mobilités | 4                 | SLC    | SIVE version 2 - vidéosurveillance | /                             | (RER) · (C) · Transilien · Ligne V du Transilien | Rénovation Waouh Light |
| 15 A  | Z 20529/30  | 8 février 1989                    | /         | Île-de-France Mobilités | 4                 | SLC    | SIVE version 2 - vidéosurveillance | /                             | (RER) · (C) · Transilien · Ligne V du Transilien | Rénovation Waouh Light |
| 16 A  | Z 20531/32  | 26 avril 1989                     | /         | Île-de-France Mobilités | 4                 | SLC    | SIVE version 2 - vidéosurveillance | Beauchamp (18/11/1989)        | (RER) · (C) · Transilien · Ligne V du Transilien | Rénovation Waouh Light |
| 17 A  | Z 20533/34  | 30 mai 1989                       | /         | Île-de-France Mobilités | 4                 | SLC    | SIVE version 2 - vidéosurveillance | /                             | (RER) · (C) · Transilien · Ligne V du Transilien | Rénovation Waouh Light |
| 18 D  | Z 20535/36  | 3 mars 1989                       | /         | Transilien              | 5                 | SLD    | SIVE - vidéosurveillance           | /                             | (RER) · (D)                                      | |
| 19 D  | Z 20537/38  | 23 mars 1989                      | /         | Île-de-France Mobilités | 5                 | SLD    | SIVE version 2 - vidéosurveillance | /                             | (RER) · (D)                                      | |
| 20 D  | Z 20539/40  | 16 juin 1989                      | /         | Île-de-France Mobilités | 5                 | SLD    | SIVE version 2 - vidéosurveillance | /                             | (RER) · (D)                                      | |
| 21 D  | Z 20541/42  | 5 avril 1989                      | /         | Île-de-France Mobilités | 5                 | SLD    | SIVE version 2 - vidéosurveillance | /                             | (RER) · (D)                                      | |
| 22 D  | Z 20543/44  | 30 juin 1989                      | /         | Transilien              | 5                 | SLD    | SIVE - vidéosurveillance           | /                             | (RER) · (D)                                      | |
| 23 D  | Z 20545/46  | 13 septembre 1989                 | /         | Île-de-France Mobilités | 5                 | SLD    | SIVE version 2 - vidéosurveillance | /                             | (RER) · (D)                                      | |
| 24 A  | Z 20547/48  | 10 mai 1989                       | /         | Île-de-France Mobilités | 4                 | SLC    | SIVE version 2 - vidéosurveillance | /                             | (RER) · (C) · Transilien · Ligne V du Transilien | Rénovation Waouh Light |
| 25 A  | Z 20549/50  | 30 mai 1989                       | /         | Île-de-France Mobilités | 4                 | SLC    | SIVE version 2 - vidéosurveillance | /                             | (RER) · (C) · Transilien · Ligne V du Transilien | Rénovation Waouh Light |
| 26 D  | Z 20551/52  | 27 septembre 1989                 | /         | Transilien              | 5                 | SLD    | SIVE - vidéosurveillance           | /                             | (RER) · (D)                                      | |
| 27 D  | Z 20553/54  | 16 juin 1989                      | /         | Transilien              | 5                 | SLD    | SIVE - vidéosurveillance           | /                             | (RER) · (D)                                      | Siège IDFM |
| 28 D  | Z 20555/56  | 2 octobre 1989                    | /         | Transilien              | 5                 | SLD    | SIVE - vidéosurveillance           | /                             | (RER) · (D)                                      | |
| 29 A  | Z 20557/58  | 31 octobre 1989                   | /         | Île-de-France Mobilités | 4                 | SLC    | SIVE version 2 - vidéosurveillance | /                             | (RER) · (C) · Transilien · Ligne V du Transilien | Rénovation Waouh Light |
| 30 D  | Z 20559/60  | 30 juin 1989                      | /         | Île-de-France Mobilités | 5                 | SLD    | SIVE version 2 - vidéosurveillance | /                             | (RER) · (D)                                      | |
| 31 D  | Z 20561/62  | 13 septembre 1989                 | /         | Île-de-France Mobilités | 5                 | SLD    | SIVE version 2 - vidéosurveillance | /                             | (RER) · (D)                                      | |
| 32 D  | Z 20563/64  | 28 novembre 1989                  | /         | Île-de-France Mobilités | 5                 | SLD    | SIVE version 2 - vidéosurveillance | /                             | (RER) · (D)                                      | |
| 33 A  | Z 20565/66  | 28 décembre 1989                  | /         | Carmillon               | 4                 | SLC    | SIVE version 2 - vidéosurveillance | /                             | (RER) · (C) · Transilien · Ligne V du Transilien | Rame prototype de la rénovation "Waouh Light" |
| 34 A  | Z 20567/68  | 2 janvier 1990                    | /         | Carmillon               | 4                 | SLC    | SIVE version 2 - vidéosurveillance | /                             | (RER) · (C) · Transilien · Ligne V du Transilien | Rénovation Waouh Light |
| 35 D  | Z 20569/70  | 27 septembre 1989                 | /         | Île-de-France Mobilités | 5                 | SLD    | SIVE version 2 - vidéosurveillance | /                             | (RER) · (D)                                      | |
| 36 A  | Z 20571/72  | 24 octobre 1989                   | /         | Carmillon               | 4                 | SLC    | SIVE version 2 - vidéosurveillance | /                             | (RER) · (C) · Transilien · Ligne V du Transilien | Rénovation Waouh Light |
| 37 A  | Z 20573/74  | 15 février 1990                   | /         | Carmillon               | 4                 | SLC    | SIVE version 2 - vidéosurveillance | /                             | (RER) · (C) · Transilien · Ligne V du Transilien | Rénovation Waouh Light |
| 38 A  | Z 20575/76  | 23 mars 1990                      | /         | Carmillon               | 4                 | SLC    | SIVE version 2 - vidéosurveillance | /                             | (RER) · (C) · Transilien · Ligne V du Transilien | Rénovation Waouh Light |
| 39 D  | Z 20577/78  | 27 novembre 1989                  | /         | Île-de-France Mobilités | 5                 | SLD    | SIVE version 2 - vidéosurveillance | /                             | (RER) · (D)                                      | |
| 40 A  | Z 20579/80  | 28 décembre 1989                  | /         | Île-de-France Mobilités | 4                 | SLC    | SIVE version 2 - vidéosurveillance | /                             | (RER) · (C) · Transilien · Ligne V du Transilien | Rénovation Waouh Light |
| 41 A  | Z 20581/82  | 27 avril 1990                     | /         | Carmillon               | 4                 | SLC    | SIVE version 2 - vidéosurveillance | /                             | (RER) · (C) · Transilien · Ligne V du Transilien | Rénovation Waouh Light |
| 42 A  | Z 20583/84  | 11 mai 1989                       | /         | Carmillon               | 4                 | SLC    | SIVE version 2 - vidéosurveillance | /                             | (RER) · (C) · Transilien · Ligne V du Transilien | Rénovation Waouh Light |
| 43 D  | Z 20585/86  | 15 mai 1991                       | /         | Île-de-France Mobilités | 5**               | SLD    | SIVE version 2 - vidéosurveillance | /                             | (RER) · (D)                                      | Première rame de la deuxième série |
| 44 D  | Z 20587/88  | 11 octobre 1991                   | /         | Île-de-France Mobilités | 5**               | SLD    | SIVE version 2 - vidéosurveillance | /                             | (RER) · (D)                                      | |
| 45 D  | Z 20589/90  | 4 juin 1991                       | /         | Île-de-France Mobilités | 5**               | SLD    | SIVE version 2 - vidéosurveillance | /                             | (RER) · (D)                                      | |
| 46 D  | Z 20591/92  | 30 juillet 1991                   | /         | Île-de-France Mobilités | 5**               | SLD    | SIVE version 2 - vidéosurveillance | /                             | (RER) · (D)                                      | |
| 47 D  | Z 20593/94  | 17 juin 1991                      | /         | Île-de-France Mobilités | 5**               | SLD    | SIVE version 2 - vidéosurveillance | /                             | (RER) · (D)                                      | |
| 48 D  | Z 20595/96  | 13 septembre 1991                 | /         | Île-de-France Mobilités | 5**               | SLD    | SIVE version 2 - vidéosurveillance | /                             | (RER) · (D)                                      | |
| 49 D  | Z 20597/98  | 21 juin 1991                      | /         | Île-de-France Mobilités | 5**               | SLD    | SIVE version 2 - vidéosurveillance | /                             | (RER) · (D)                                      | |
| 50 D  | Z 20599/600 | 30 septembre 1991                 | /         | Île-de-France Mobilités | 5**               | SLD    | SIVE version 2 - vidéosurveillance | /                             | (RER) · (D)                                      | |
| 51 D  | Z 20601/02  | 22 juillet 1991                   | /         | Île-de-France Mobilités | 5**               | SLD    | SIVE version 2 - vidéosurveillance | /                             | (RER) · (D)                                      | |
| 52 D  | Z 20603/04  | 7 novembre 1991                   | /         | Île-de-France Mobilités | 5**               | SLD    | SIVE version 2 - vidéosurveillance | /                             | (RER) · (D)                                      | |
| 53 D  | Z 20605/06  | 24 juillet 1991                   | /         | Île-de-France Mobilités | 5**               | SLD    | SIVE version 2 - vidéosurveillance | /                             | (RER) · (D)                                      | |
| 54 D  | Z 20607/08  | 14 novembre 1991                  | /         | Île-de-France Mobilités | 5**               | SLD    | SIVE version 2 - vidéosurveillance | /                             | (RER) · (D)                                      | |
| 55 D  | Z 20609/10  | 2 août 1991                       | /         | Île-de-France Mobilités | 5**               | SLD    | SIVE version 2 - vidéosurveillance | /                             | (RER) · (D)                                      | |
| 56 D  | Z 20611/12  | 10 décembre 1991                  | /         | Île-de-France Mobilités | 5**               | SLD    | SIVE version 2 - vidéosurveillance | /                             | (RER) · (D)                                      | |
| 57 D  | Z 20613/14  | 26 septembre 1991                 | /         | Île-de-France Mobilités | 5**               | SLD    | SIVE version 2 - vidéosurveillance | /                             | (RER) · (D)                                      | |
| 58 D  | Z 20615/16  | 26 décembre 1991                  | /         | Île-de-France Mobilités | 5**               | SLD    | SIVE version 2 - vidéosurveillance | /                             | (RER) · (D)                                      | |
| 59 D  | Z 20617/18  | 28 novembre 1991                  | /         | Île-de-France Mobilités | 5**               | SLD    | SIVE version 2 - vidéosurveillance | /                             | (RER) · (D)                                      | |
| 60 D  | Z 20619/20  | 21 janvier 1992                   | /         | Île-de-France Mobilités | 5**               | SLD    | SIVE version 2 - vidéosurveillance | /                             | (RER) · (D)                                      | |
| 61 D  | Z 20621/22  | 13 novembre 1991                  | /         | Île-de-France Mobilités | 5**               | SLD    | SIVE version 2 - vidéosurveillance | /                             | (RER) · (D)                                      | |
| 62 D  | Z 20623/24  | 27 février 1992                   | /         | Île-de-France Mobilités | 5**               | SLD    | SIVE version 2 - vidéosurveillance | /                             | (RER) · (D)                                      | |
| 63 D  | Z 20625/26  | 15 janvier 1992                   | /         | Île-de-France Mobilités | 5**               | SLD    | SIVE version 2 - vidéosurveillance | /                             | (RER) · (D)                                      | |
| 64 D  | Z 20627/28  | 10 décembre 1991                  | /         | Île-de-France Mobilités | 5                 | SLD    | SIVE version 2 - vidéosurveillance | /                             | (RER) · (D)                                      | Première rame de la troisième série. |
| 65 D  | Z 20629/30  | 20 janvier 1992                   | /         | Transilien              | 5                 | SLD    | SIVE - vidéosurveillance           | /                             | (RER) · (D)                                      | |
| 66 D  | Z 20631/32  | 11 mars 1992                      | /         | Île-de-France Mobilités | 5                 | SLD    | SIVE version 2 - vidéosurveillance | /                             | (RER) · (D)                                      | |
| 67 D  | Z 20633/34  | 11 février 1992                   | /         | Île-de-France Mobilités | 5                 | SLD    | SIVE version 2 - vidéosurveillance | /                             | (RER) · (D)                                      | |
| 68 D  | Z 20635/36  | 20 mars 1992                      | /         | Île-de-France Mobilités | 5                 | SLD    | SIVE version 2 - vidéosurveillance | /                             | (RER) · (D)                                      | |
| 69 D  | Z 20637/38  | 10 avril 1992                     | /         | Île-de-France Mobilités | 5                 | SLD    | SIVE version 2 - vidéosurveillance | /                             | (RER) · (D)                                      | |
| 70 D  | Z 20639/40  | 12 mai 1992                       | /         | Île-de-France Mobilités | 5                 | SLD    | SIVE version 2 - vidéosurveillance | /                             | (RER) · (D)                                      | |
| 71 D  | Z 20641/42  | 21 mai 1992                       | /         | Île-de-France Mobilités | 5                 | SLD    | SIVE version 2 - vidéosurveillance | /                             | (RER) · (D)                                      | L'intérieur des cinq voitures de cette rame est aménagé sur le thème Train du Cinéma.                                                                |
| 72 D  | Z 20643/44  | 11 juin 1992                      | /         | Île-de-France Mobilités | 5                 | SLD    | SIVE version 2 - vidéosurveillance | /                             | (RER) · (D)                                      | |
| 73 D  | Z 20645/46  | 24 juin 1992                      | /         | Île-de-France Mobilités | 5                 | SLD    | SIVE version 2- vidéosurveillance  | /                             | (RER) · (D)                                      | |
| 74 D  | Z 20647/48  | 22 juillet 1992                   | /         | Île-de-France Mobilités | 5                 | SLD    | SIVE version 2 - vidéosurveillance | /                             | (RER) · (D)                                      | |
| 75 D  | Z 20649/50  | 21 juillet 1992                   | /         | Transilien              | 5                 | SLD    | SIVE - vidéosurveillance           | /                             | (RER) · (D)                                      | |
| 76 D  | Z 20651/52  | 27 juillet 1992                   | /         | Île-de-France Mobilités | 5                 | SLD    | SIVE version 2 - vidéosurveillance | /                             | (RER) · (D)                                      | |
| 77 A  | Z 20653/54  | 6 août 1992                       | /         | Île-de-France Mobilités | 4                 | SLC    | SIVE version 2 - vidéosurveillance | /                             | (RER) · (C) · Transilien · Ligne V du Transilien | |
| 78 A  | Z 20655/56  | 22 septembre 1992                 | /         | Île-de-France Mobilités | 4                 | SLC    | SIVE version 2 - vidéosurveillance | /                             | (RER) · (C) · Transilien · Ligne V du Transilien | |
| 79 A  | Z 20657/58  | 2 octobre 1992                    | /         | Île-de-France Mobilités | 4                 | SLC    | SIVE version 2 - vidéosurveillance | /                             | (RER) · (C) · Transilien · Ligne V du Transilien | |
| 80 A  | Z 20659/60  | 22 octobre 1992                   | /         | Île-de-France Mobilités | 4                 | SLC    | SIVE version 2 - vidéosurveillance | /                             | (RER) · (C) · Transilien · Ligne V du Transilien | |
| 81 D  | Z 20661/62  | 2 novembre 1992                   | /         | Île-de-France Mobilités | 5                 | SLD    | SIVE version 2 - vidéosurveillance | /                             | (RER) · (D)                                      | L'intérieur des cinq voitures de cette rame est aménagé sur le thème Train du Cinéma.                                                                |
| 82 D  | Z 20663/64  | 4 novembre 1992                   | /         | Transilien              | 5                 | SLD    | SIVE - vidéosurveillance           | /                             | (RER) · (D)                                      | |
| 83 A  | Z 20665/66  | 8 janvier 1993                    | /         | Île-de-France Mobilités | 4                 | SLC    | SIVE version 2 - vidéosurveillance | /                             | (RER) · (C) · Transilien · Ligne V du Transilien | |
| 84 D  | Z 20667/68  | 11 décembre 1992                  | /         | Transilien              | 5                 | SLD    | SIVE - vidéosurveillance           | /                             | (RER) · (D)                                      | |
| 85 D  | Z 20669/70  | 1er janvier 1993                  | /         | Île-de-France Mobilités | 5                 | SLD    | SIVE version 2 - vidéosurveillance | /                             | (RER) · (D)                                      | |
| 86 D  | Z 20671/72  | 11 janvier 1993                   | /         | Île-de-France Mobilités | 5                 | SLD    | SIVE version 2 - vidéosurveillance | /                             | (RER) · (D)                                      | |
| 87 A  | Z 20673/74  | 2 février 1993                    | /         | Île-de-France Mobilités | 4*****            | SLC    | SIVE version 2 - vidéosurveillance | /                             | (RER) · (C) · Transilien · Ligne V du Transilien | |
| 88 A  | Z 20675/76  | 24 février 1993                   | /         | Île-de-France Mobilités | 4*****            | SLC    | SIVE version 2 - vidéosurveillance | /                             | (RER) · (C) · Transilien · Ligne V du Transilien | |
| 89 D  | Z 20677/78  | 1er mars 1993                     | /         | Transilien              | 5                 | SLD    | SIVE - vidéosurveillance           | /                             | (RER) · (D)                                      | |
| 90 D  | Z 20679/80  | 29 mars 1993                      | /         | Transilien              | 5                 | SLD    | SIVE - vidéosurveillance           | /                             | (RER) · (D)                                      | |
| 91 A  | Z 20681/82  | 16 avril 1993                     | /         | Île-de-France Mobilités | 4*****            | SLD    | SIVE version 2 - vidéosurveillance | /                             | (RER) · (C) · Transilien · Ligne V du Transilien | |
| 92 D  | Z 20683/84  | 30 avril 1993                     | /         | Île-de-France Mobilités | 5                 | SLD    | SIVE version 2 - vidéosurveillance | /                             | (RER) · (D)                                      | |
| 93 D  | Z 20685/86  | 9 avril 1993                      | /         | Île-de-France Mobilités | 5                 | SLD    | SIVE version 2 - vidéosurveillance | /                             | (RER) · (D)                                      | |
| 94 D  | Z 20687/88  | 19 mai 1993                       | /         | Île-de-France Mobilités | 5                 | SLD    | SIVE version 2 - vidéosurveillance | /                             | (RER) · (D)                                      | |
| 95 D  | Z 20689/90  | 2 juin 1993                       | /         | Île-de-France Mobilités | 5                 | SLD    | SIVE version 2 - vidéosurveillance | /                             | (RER) · (D)                                      | |
| 96 D  | Z 20691/92  | 6 juillet 1993                    | /         | Île-de-France Mobilités | 5                 | SLD    | SIVE version 2 - vidéosurveillance | /                             | (RER) · (D)                                      | |
| 97 D  | Z 20693/94  | 22 juin 1993                      | /         | Transilien              | 5                 | SLD    | SIVE - vidéosurveillance           | /                             | (RER) · (D)                                      | |
| 98 D  | Z 20695/96  | 6 juillet 1993                    | /         | Transilien              | 5                 | SLD    | SIVE - vidéosurveillance           | /                             | (RER) · (D)                                      | |
| 99 D  | Z 20697/98  | 27 juillet 1993                   | /         | Transilien              | 5                 | SLD    | SIVE - vidéosurveillance           | /                             | (RER) · (D)                                      | siège IDFM |
| 100 D | Z 20699/700 | 29 juillet 1993                   | /         | Île-de-France Mobilités | 5                 | SLD    | SIVE version 2 - vidéosurveillance | /                             | (RER) · (D)                                      | |
| 101 D | Z 20701/02  | 4 août 1993                       | /         | Île-de-France Mobilités | 5                 | SLD    | SIVE version 2 - vidéosurveillance | /                             | (RER) · (D)                                      | |
| 102 D | Z 20703/04  | 23 novembre 1993                  | /         | Transilien              | 5                 | SLD    | SIVE - vidéosurveillance           | /                             | (RER) · (D)                                      | |
| 103 D | Z 20705/06  | 23 septembre 1993                 | /         | Île-de-France Mobilités | 5                 | SLD    | SIVE version 2 - vidéosurveillance | /                             | (RER) · (D)                                      | |
| 104 D | Z 20707/08  | 5 octobre 1993                    | /         | Île-de-France Mobilités | 5                 | SLD    | SIVE version 2 - vidéosurveillance | /                             | (RER) · (D)                                      | |
| 105 D | Z 20709/10  | 30 novembre 1993                  | /         | Transilien              | 5                 | SLD    | SIVE - vidéosurveillance           | /                             | (RER) · (D)                                      | |
| 106 D | Z 20711/12  | 4 novembre 1993                   | /         | Île-de-France Mobilités | 5                 | SLD    | SIVE version 2 - vidéosurveillance | /                             | (RER) · (D)                                      | |
| 107 D | Z 20713/14  | 18 novembre 1993                  | /         | Île-de-France Mobilités | 5                 | SLD    | SIVE version 2- vidéosurveillance  | /                             | (RER) · (D)                                      | |
| 108 D | Z 20715/16  | 4 février 1994                    | /         | Transilien              | 5                 | SLD    | SIVE - vidéosurveillance           | /                             | (RER) · (D)                                      | |
| 109 D | Z 20717/18  | 3 décembre 1993                   | /         | Île-de-France Mobilités | 5                 | SLD    | SIVE version 2 - vidéosurveillance | /                             | (RER) · (D)                                      | |
| 110 D | Z 20719/20  | 28 décembre 1993                  | /         | Île-de-France Mobilités | 5                 | SLD    | SIVE version 2 - vidéosurveillance | /                             | (RER) · (D)                                      | |
| 111 D | Z 20721/22  | 25 février 1994                   | /         | Île-de-France Mobilités | 5                 | SLD    | SIVE version 2 - vidéosurveillance | /                             | (RER) · (D)                                      | |
| 112 D | Z 20723/24  | 2 février 1994                    | /         | Île-de-France Mobilités | 5                 | SLD    | SIVE version 2 - vidéosurveillance | /                             | (RER) · (D)                                      | |
| 113 D | Z 20725/26  | 14 février 1994                   | /         | Île-de-France Mobilités | 5                 | SLD    | SIVE version 2 - vidéosurveillance | /                             | (RER) · (D)                                      | |
| 114 D | Z 20727/28  | 30 mars 1994                      | /         | Île-de-France Mobilités | 5                 | SLD    | SIVE version 2 - vidéosurveillance | /                             | (RER) · (D)                                      | |
| 115 D | Z 20729/30  | 21 février 1994                   | /         | Île-de-France Mobilités | 5                 | SLD    | SIVE version 2 - vidéosurveillance | /                             | (RER) · (D)                                      | |
| 116 D | Z 20731/32  | 21 mars 1994                      | /         | Île-de-France Mobilités | 5                 | SLD    | SIVE version 2 - vidéosurveillance | /                             | (RER) · (D)                                      | |
| 117 D | Z 20733/34  | 22 avril 1994                     | /         | Île-de-France Mobilités | 5                 | SLD    | SIVE version 2 - vidéosurveillance | /                             | (RER) · (D)                                      | |
| 118 D | Z 20735/36  | 26 mars 1994                      | /         | Île-de-France Mobilités | 5                 | SLD    | SIVE version 2 - vidéosurveillance | /                             | (RER) · (D)                                      | |
| 119 D | Z 20737/38  | 20 avril 1994                     | /         | Île-de-France Mobilités | 5                 | SLD    | SIVE version 2 - vidéosurveillance | /                             | (RER) · (D)                                      | |
| 120 D | Z 20739/40  | 17 juin 1994                      | /         | Île-de-France Mobilités | 5                 | SLD    | SIVE version 2 - vidéosurveillance | /                             | (RER) · (D)                                      | |
| 121 D | Z 20741/42  | 18 mai 1994                       | /         | Île-de-France Mobilités | 5                 | SLD    | SIVE version 2 - vidéosurveillance | /                             | (RER) · (D)                                      | |
| 122 D | Z 20743/44  | 7 juin 1994                       | /         | Île-de-France Mobilités | 5                 | SLD    | SIVE version 2 - vidéosurveillance | /                             | (RER) · (D)                                      | |
| 123 D | Z 20745/46  | 27 juillet 1994                   | /         | Île-de-France Mobilités | 5                 | SLD    | SIVE version 2 - vidéosurveillance | /                             | (RER) · (D)                                      | |
| 124 D | Z 20747/48  | 5 juillet 1994                    | /         | Île-de-France Mobilités | 5                 | SLD    | SIVE version 2 - vidéosurveillance | /                             | (RER) · (D)                                      | |
| 125 D | Z 20749/50  | 3 août 1994                       | /         | Île-de-France Mobilités | 5                 | SLD    | SIVE version 2 - vidéosurveillance | /                             | (RER) · (D)                                      | |
| 126 D | Z 20751/52  | 10 octobre 1994                   | /         | Île-de-France Mobilités | 5                 | SLD    | SIVE version 2 - vidéosurveillance | /                             | (RER) · (D)                                      | Première rame de la quatrième série |
| 127 D | Z 20753/54  | 19 octobre 1994                   | /         | Île-de-France Mobilités | 5                 | SLD    | SIVE version 2 - vidéosurveillance | /                             | (RER) · (D)                                      | |
| 128 D | Z 20755/56  | 27 octobre 1994                   | /         | Île-de-France Mobilités | 5                 | SLD    | SIVE version 2 - vidéosurveillance | /                             | (RER) · (D)                                      | |
| 129 D | Z 20757/58  | 8 novembre 1994                   | /         | Île-de-France Mobilités | 5                 | SLD    | SIVE version 2 - vidéosurveillance | /                             | (RER) · (D)                                      | |
| 130 D | Z 20759/60  | 1er décembre 1994                 | /         | Île-de-France Mobilités | 5                 | SLD    | SIVE version 2 - vidéosurveillance | /                             | (RER) · (D)                                      | |
| 131 D | Z 20761/62  | 9 décembre 1994                   | /         | Île-de-France Mobilités | 5                 | SLD    | SIVE version 2 - vidéosurveillance | /                             | (RER) · (D)                                      | |
| 132 D | Z 20763/64  | 23 décembre 1994                  | /         | Île-de-France Mobilités | 5                 | SLD    | SIVE version 2 - vidéosurveillance | /                             | (RER) · (D)                                      | |
| 133 D | Z 20765/66  | 4 avril 1995                      | /         | Île-de-France Mobilités | 5                 | SLD    | SIVE version 2 - vidéosurveillance | /                             | (RER) · (D)                                      | |
| 134 D | Z 20767/68  | 6 janvier 1995                    | /         | Île-de-France Mobilités | 5                 | SLD    | SIVE version 2 - vidéosurveillance | /                             | (RER) · (D)                                      | |
| 135 D | Z 20769/70  | 4 avril 1995                      | /         | Île-de-France Mobilités | 5                 | SLD    | SIVE version 2 - vidéosurveillance | /                             | (RER) · (D)                                      | |
| 136 D | Z 20771/72  | 16 mai 1995                       | /         | Île-de-France Mobilités | 5                 | SLD    | SIVE version 2 - vidéosurveillance | /                             | (RER) · (D)                                      | |
| 137 D | Z 20773/74  | 2 mars 1995                       | /         | Île-de-France Mobilités | 5                 | SLD    | SIVE version 2 - vidéosurveillance | /                             | (RER) · (D)                                      | |
| 138 D | Z 20775/76  | 14 mars 1995                      | /         | Île-de-France Mobilités | 5                 | SLD    | SIVE version 2 - vidéosurveillance | /                             | (RER) · (D)                                      | |
| 139 A | Z 20777/78  | 4 avril 1995                      | /         | Île-de-France Mobilités | 4                 | SPE    | SIVE version 2 - vidéosurveillance | /                             | Transilien · Ligne P du Transilien               | |
| 140 A | Z 20779/80  | 4 avril 1995                      | /         | Île-de-France Mobilités | 4                 | SPE    | SIVE version 2 - vidéosurveillance | /                             | Transilien · Ligne P du Transilien               | |
| 141 A | Z 20781/82  | 6 avril 1995                      | /         | Île-de-France Mobilités | 4                 | SPE    | SIVE version 2 - vidéosurveillance | /                             | Transilien · Ligne P du Transilien               | |
| 142 A | Z 20783/84  | 27 avril 1995                     | /         | Île-de-France Mobilités | 4                 | SPE    | SIVE version 2 - vidéosurveillance | /                             | Transilien · Ligne P du Transilien               | |
| 143 D | Z 20785/86  | 4 mai 1995                        | /         | Île-de-France Mobilités | 5*                | SLD    | SIVE version 2 - vidéosurveillance | /                             | (RER) · (D)                                      | |
| 144 A | Z 20787/88  | 29 mai 1995                       | /         | Île-de-France Mobilités | 4                 | SPE    | SIVE version 2 - vidéosurveillance | /                             | Transilien · Ligne P du Transilien               | |
| 145 D | Z 20789/90  | 7 juin 1995                       | /         | Île-de-France Mobilités | 5                 | SLD    | SIVE version 2 - vidéosurveillance | /                             | (RER) · (D)                                      | |
| 146 D | Z 20791/92  | 1er juin 1995                     | /         | Île-de-France Mobilités | 5                 | SLD    | SIVE version 2 - vidéosurveillance | /                             | (RER) · (D)                                      | |
| 147 D | Z 20793/94  | 1er juillet 1995                  | /         | Île-de-France Mobilités | 5                 | SLD    | SIVE version 2 - vidéosurveillance | /                             | (RER) · (D)                                      | |
| 148 D | Z 20795/96  | 20 juillet 1995                   | /         | Île-de-France Mobilités | 5                 | SLD    | SIVE version 2 - vidéosurveillance | /                             | (RER) · (D)                                      | |
| 149 D | Z 20797/98  | 31 août 1995                      | /         | Île-de-France Mobilités | 5                 | SLD    | SIVE version 2 - vidéosurveillance | /                             | (RER) · (D)                                      | |
| 150 D | Z 20799/800 | 14 septembre 1995                 | /         | Île-de-France Mobilités | 5                 | SLD    | SIVE version 2 - vidéosurveillance | /                             | (RER) · (D)                                      | |
| 151 D | Z 20801/02  | 26 septembre 1995                 | /         | Île-de-France Mobilités | 5                 | SLD    | SIVE version 2 - vidéosurveillance | /                             | (RER) · (D)                                      | |
| 152 A | Z 20803/04  | 16 octobre 1995                   | /         | Île-de-France Mobilités | 4                 | SLC    | SIVE version 2 - vidéosurveillance | /                             | (RER) · (C) · Transilien · Ligne V du Transilien | Rénovation Waouh Light |
| 153 A | Z 20805/06  | 2 novembre 1995                   | /         | Île-de-France Mobilités | 4                 | SLC    | SIVE version 2 - vidéosurveillance | /                             | (RER) · (C) · Transilien · Ligne V du Transilien | Rénovation Waouh Light |
| 154 A | Z 20807/08  | 9 novembre 1995                   | /         | Île-de-France Mobilités | 4                 | SLC    | SIVE version 2 - vidéosurveillance | /                             | (RER) · (C) · Transilien · Ligne V du Transilien | Rénovation Waouh Light |
| 155 A | Z 20809/10  | 1er février 1996                  | /         | Île-de-France Mobilité  | 4                 | SLC    | SIVE Version 2 - vidéosurveillance | /                             | (RER) · (C) · Transilien · Ligne V du Transilien | Rénovation Waouh Light |
| 156 A | Z 20811/12  | 22 décembre 1995                  | /         | Île-de-France Mobilités | 4                 | SLC    | SIVE Version 2 - vidéosurveillance | /                             | (RER) · (C) · Transilien · Ligne V du Transilien | Rénovation Waouh Light |
| 157 A | Z 20813/14  | 8 janvier 1996                    | /         | Île-de-France Mobilités | 4                 | SLC    | SIVE Version 2 - vidéosurveillance | /                             | (RER) · (C) · Transilien · Ligne V du Transilien | Rénovation Waouh Light |
| 158 A | Z 20815/16  | 2 janvier 1996                    | /         | Île-de-France Mobilités | 4                 | SLC    | SIVE Version 2 - vidéosurveillance | /                             | (RER) · (C) · Transilien · Ligne V du Transilien | Rénovation Waouh Light |
| 159 A | Z 20817/18  | 4 janvier 1996                    | /         | Île-de-France Mobilités | 4                 | SLC    | SIVE version 2 - vidéosurveillance | /                             | (RER) · (C) · Transilien · Ligne V du Transilien | Rénovation Waouh Light |
| 160 A | Z 20819/20  | 1er février 1996                  | /         | Île-de-France Mobilités | 4                 | SLC    | SIVE version 2 - vidéosurveillance | /                             | (RER) · (C) · Transilien · Ligne V du Transilien | Rénovation Waouh Light |
| 161 A | Z 20821/22  | 2 février 1996                    | /         | Île-de-France Mobilités | 4                 | SPE    | SIVE version 2 - vidéosurveillance | /                             | Transilien · Ligne P du Transilien               | • Rénovation Waouh Light • Loc. RER C |
| 162 A | Z 20823/24  | 29 février 1996                   | /         | Île-de-France Mobilités | 4                 | SPE    | SIVE version 2 - vidéosurveillance | /                             | Transilien · Ligne P du Transilien               | |
| 163 A | Z 20825/26  | 29 février 1996                   | /         | Île-de-France Mobilités | 4                 | SPE    | SIVE version 2 - vidéosurveillance | /                             | Transilien · Ligne P du Transilien               | |
| 164 A | Z 20827/28  | 18 mars 1996                      | /         | Île-de-France Mobilités | 4                 | SPE    | SIVE version 2 - vidéosurveillance | /                             | Transilien · Ligne P du Transilien               | |
| 165 D | Z 20829/30  | 22 mars 1996                      | /         | Île-de-France Mobilités | 5                 | SLD    | SIVE version 2 - vidéosurveillance | /                             | (RER) · (D)                                      | |
| 166 A | Z 20831/32  | 9 avril 1996                      | /         | Île-de-France Mobilités | 4                 | SPE    | SIVE version 2 - vidéosurveillance | /                             | Transilien · Ligne P du Transilien               | |
| 167 A | Z 20833/34  | 26 avril 1996                     | /         | Île-de-France Mobilités | 4                 | SPE    | SIVE version 2 - vidéosurveillance | /                             | Transilien · Ligne P du Transilien               | • Rénovation Waouh Light • Loc. RER C |
| 168 A | Z 20835/36  | 1er mai 1996                      | /         | Île-de-France Mobilités | 4                 | SPE    | SIVE version 2 - vidéosurveillance | /                             | Transilien · Ligne P du Transilien               | |
| 169 A | Z 20837/38  | 2 mai 1996                        | /         | Île-de-France Mobilités | 4                 | SLC    | SIVE version 2 - vidéosurveillance | /                             | (RER) · (C) · Transilien · Ligne V du Transilien | Rénovation Waouh Light |
| 170 A | Z 20839/40  | 3 juin 1996                       | /         | Île-de-France Mobilités | 4                 | SLC    | SIVE version 2 - vidéosurveillance | /                             | (RER) · (C) · Transilien · Ligne V du Transilien | Rénovation Waouh Light |
| 171 A | Z 20841/42  | 20 juin 1996                      | /         | Île-de-France Mobilités | 4                 | SLC    | SIVE version 2 - vidéosurveillance | /                             | (RER) · (C) · Transilien · Ligne V du Transilien | Rénovation Waouh Light |
| 172 A | Z 20843/44  | 26 juin 1996                      | /         | Île-de-France Mobilités | 4                 | SLC    | SIVE version 2 - vidéosurveillance | /                             | (RER) · (C) · Transilien · Ligne V du Transilien | Rénovation Waouh Light |
| 173 A | Z 20845/46  | 30 juillet 1996                   | /         | Île-de-France Mobilités | 4                 | SLC    | SIVE version 2 - vidéosurveillance | /                             | (RER) · (C) · Transilien · Ligne V du Transilien | Rénovation Waouh Light |
| 174 D | Z 20847/48  | 27 septembre 1996                 | /         | Île-de-France Mobilités | 5                 | SLD    | SIVE version 2 - vidéosurveillance | /                             | (RER) · (D)                                      | |
| 175 A | Z 20849/50  | 30 octobre 1996                   | /         | Île-de-France Mobilités | 4                 | SLC    | SIVE version 2 - vidéosurveillance | /                             | (RER) · (C) · Transilien · Ligne V du Transilien | Rame prototype de la rénovation "Waouh Light" |
| 176 A | Z 20851/52  | 1er décembre 1996                 | /         | Île-de-France Mobilités | 4                 | SPE    | SIVE version 2 - vidéosurveillance | /                             | Transilien · Ligne P du Transilien               | |
| 177 A | Z 20853/54  | 3 janvier 1997                    | /         | Île-de-France Mobilités | 4                 | SLC    | SIVE Version 2 - vidéosurveillance | /                             | (RER) · (C) · Transilien · Ligne V du Transilien | Rénovation Waouh Light |
| 178 A | Z 20855/56  | 24 janvier 1997                   | /         | Île-de-France Mobilités | 4                 | SPE    | SIVE version 2 - vidéosurveillance | /                             | Transilien · Ligne P du Transilien               | |
| 179 D | Z 20857/58  | 5 février 1997                    | /         | Île-de-France Mobilités | 5                 | SLD    | SIVE version 2 - vidéosurveillance | /                             | (RER) · (D)                                      | |
| 180 A | Z 20859/60  | 21 février 1997                   | /         | Île-de-France Mobilités | 4                 | SLC    | SIVE version 2 - vidéosurveillance | /                             | (RER) · (C) · Transilien · Ligne V du Transilien | Rénovation Waouh Light |
| 181 A | Z 20861/62  | 3 mars 1997                       | /         | Île-de-France Mobilités | 4                 | SLC    | SIVE version 2 - vidéosurveillance | /                             | (RER) · (C) · Transilien · Ligne V du Transilien | Rénovation Waouh Light |
| 182 A | Z 20863/64  | 26 mars 1997                      | /         | Île-de-France Mobilités | 4                 | SLC    | SIVE version 2 - vidéosurveillance | Épinay-sur-Orge               | (RER) · (C) · Transilien · Ligne V du Transilien | Rénovation Waouh Light |
| 183 A | Z 20865/66  | 1er avril 1997                    | /         | Île-de-France Mobilités | 4                 | SLC    | SIVE version 2 - vidéosurveillance | /                             | (RER) · (C) · Transilien · Ligne V du Transilien | Rénovation Waouh Light |
| 184 A | Z 20867/68  | 2 mai 1997                        | /         | Île-de-France Mobilités | 4                 | SLC    | SIVE version 2 - vidéosurveillance | /                             | (RER) · (C) · Transilien · Ligne V du Transilien | Rénovation Waouh Light |
| 185 A | Z 20869/70  | 29 mai 1997                       | /         | Île-de-France Mobilités | 4                 | SLC    | SIVE version 2 - vidéosurveillance | /                             | (RER) · (C) · Transilien · Ligne V du Transilien | Rénovation Waouh Light |
| 186 A | Z 20871/72  | 2 juin 1997                       | /         | Île-de-France Mobilités | 4                 | SLC    | SIVE version 2 - vidéosurveillance | Savigny-sur-Orge (22/11/1997) | (RER) · (C) · Transilien · Ligne V du Transilien | Rénovation Waouh Light |
| 187 A | Z 20873/74  | 2 juillet 1997                    | /         | Île-de-France Mobilités | 4                 | SLC    | SIVE version 2 - vidéosurveillance | /                             | (RER) · (C) · Transilien · Ligne V du Transilien | • L'intérieur des quatre voitures de cette rame est aménagé sur le thème Train Paris Musées. • Rénovation Waouh Light                                |
| 188 D | Z 20875/76  | 25 juillet 1997                   | /         | Île-de-France Mobilités | 5                 | SLD    | SIVE version 2 - vidéosurveillance | /                             | (RER) · (D)                                      | |
| 189 D | Z 20877/78  | 8 septembre 1997                  | /         | Île-de-France Mobilités | 5                 | SLD    | SIVE version 2 - vidéosurveillance | /                             | (RER) · (D)                                      | |
| 190 D | Z 20879/80  | 3 octobre 1997                    | /         | Île-de-France Mobilités | 5                 | SLD    | SIVE version 2 - vidéosurveillance | /                             | (RER) · (D)                                      | |
| 191 D | Z 20881/82  | 7 novembre 1997                   | /         | Île-de-France Mobilités | 5                 | SLD    | SIVE version 2 - vidéosurveillance | /                             | (RER) · (D)                                      | |
| 192 D | Z 20883/84  | 8 décembre 1997                   | /         | Île-de-France Mobilités | 5                 | SLD    | SIVE version 2 - vidéosurveillance | /                             | (RER) · (D)                                      | L'intérieur des cinq voitures de cette rame est aménagé sur le thème du patrimoine SNCF.                                                             |
| 193 D | Z 20885/86  | 26 janvier 1998                   | /         | Île-de-France Mobilités | 5                 | SLD    | SIVE version 2 - vidéosurveillance | /                             | (RER) · (D)                                      | Rame présentée pour l'inauguration et l'ouverture de la gare du Stade de France - Saint-Denis, le 25 janvier 1998, un jour avant sa mise en service. |
| 194 A | Z 20887/88  | 14 octobre 1996                   | /         | Île-de-France Mobilités | 4                 | SPE    | SIVE version 2 - vidéosurveillance | /                             | Transilien · Ligne P du Transilien               | Rame d'essai de la chaine de traction Onix des Z 20900 et des Z 23500                                                                                |
| 195 A | Z 20889/90  | 28 avril 2015 (4 juin 1996)       | /         | Île-de-France Mobilités | 4                 | SPE    | SIVE version 2 - vidéosurveillance | /                             | Transilien · Ligne P du Transilien               | ex-Z 92051/52 |
| 196 A | Z 20891/92  | 28 avril 2015 (8 juillet 1996)    | /         | Île-de-France Mobilités | 4                 | SPE    | SIVE version 2 - vidéosurveillance | /                             | Transilien · Ligne P du Transilien               | ex-Z 92053/54 |
| 197 A | Z 20893/94  | 28 avril 2015 (6 août 1996)       | /         | Île-de-France Mobilités | 4                 | SPE    | SIVE version 2 - vidéosurveillance | /                             | Transilien · Ligne P du Transilien               | ex-Z 92055/56 |
| 198 A | Z 20895/96  | 28 avril 2015 (7 octobre 1996)    | /         | Île-de-France Mobilités | 4                 | SPE    | SIVE version 2 - vidéosurveillance | /                             | Transilien · Ligne P du Transilien               | ex-Z 92057/58 |
| 199 A | Z 20897/98  | 28 avril 2015 (29 novembre 1996)  | /         | Île-de-France Mobilités | 4                 | SPE    | SIVE version 2 - vidéosurveillance | /                             | Transilien · Ligne P du Transilien               | ex-Z 92059/60 |
| 200 A | Z 20899/900 | 28 avril 2015 (30 décembre 1996)  | /         | Île-de-France Mobilités | 4                 | SPE    | SIVE version 2 - vidéosurveillance | /                             | Transilien · Ligne P du Transilien               | ex-Z 92061/62 |
|       |             |                                   |           |                         |                   |        |                                    |                               |                                                  | |